# Naima Jillal
Naima Jillal, surnommée Tante, née le 4 janvier 1967 à Nador (Maroc), est une trafiquante de cocaïne néerlandaise opérant pour l'organisation Mocro Maffia de Mustapha El Fechtali.
Domiciliée à Marbella en Espagne, elle opère à Malaga et possède plusieurs lignes dans le Port de Rotterdam. Elle est l'une des rares femmes à opérer dans une grande sphère dans le milieu de la drogue en Europe. Elle importe régulièrement des tonnes de cocaïne venus du Costa Rica aux Pays-Bas. Lors de l'assassinat de Samir Bouyakhrichan en 2014, elle s'allie avec Mustapha El Fechtali et parvient à prendre le contrôle du Port de Rotterdam en servant et en distribuant des centaines de trafiquants de drogues dans toute l'Europe. Naima Jillal servait surtout à créer des liens avec les plus grands criminels d'Europe.
Le 20 octobre 2019, lors d'un voyage de Marbella à Amsterdam, elle est enlevée à quelques rues de son appartement par trois à quatre individus. Son corps n'est jamais retrouvé. 
Les autorités néerlandaises parviennent à décrypter le serveur EncroChat en 2020, leur permettant de déchiffrer les messages PGP de Naima Jillal envoyés avant son enlèvement. Depuis les messages décryptés, son nom figure parmi les criminelles les plus recherchées selon l'agence Europol.

## Biographie
Naima Jillal naît à Nador au Maroc avant d'émigrer à Utrecht aux Pays-Bas. Dans les années 2010, elle s'offre une villa de luxe à Marbella en Espagne.

## Carrière criminelle

### Mocro-maffia
Naima Jillal est approchée dans le réseau de Samir Bouyakhrichan dans les années 2010. Lors de l'assassinat de ce dernier, Mustapha El Fechtali prend le contrôle de l'organisation et grade Naima Jillal en tant que logisticienne. Grâce au fait qu'elle parle l'espagnol, Naima Jillal s'occupe des commandes de cocaïne aux cartels sud-américains. Naima Jillal est connue pour payer des grandes sommes d'argent aux douaniers du Port de Rotterdam pour faire passer les cargaisons. Multi-millionnaire, elle collabore régulièrement avec Mustapha El Fechtali et Piet Costa.
Le 30 mai 2016, Naima Jillal perd une quantité de 4 000 kilos de cocaïne dans un conteneur d'ananas venu du Costa Rica au port de Rotterdam.
Le 12 janvier 2017, Hakim Changachi est abattu à Utrecht par l'organisation de Ridouan Taghi. Il s'agissait d'une mauvaise cible. Ridouan Taghi avait envoyé Nabil Bakkali pour abattre Khalid H. alias Imo. Lorsque la police néerlandaise intercepte le BlackBerry Pretty Good Privacy de Khalid H., ils découvrent que ce dernier échangeait régulièrement avec une certaine ''Tante'' originaire d'Utrecht, qui est le surnom de Naima Jillal.

« La Marocaine Naima, originaire d'Utrecht, est active dans le commerce de cocaïne depuis plusieurs années. Naima a des contacts pour faire des liaisons dans l'importation de cocaïne en grande quantité. »

— Déclaration des unités spéciales néerlandaises, le 28 novembre 2017.

Le 13 juin 2018, les services secrets néerlandais reçoivent une information importante. Naima Jillal est à la recherche de nouvelles sociétés pour importer de la cocaïne aux Pays-Bas et elle utilise un serveur EncroChat. Les enquêteurs néerlandais lancent la recherche en décryptant les messages PGP envoyés dans les serveurs d'EncroChat. Des témoins anonymes révèlent également à la police néerlandaise que Naima Jillal était à la recherche d'un logement pour déposer l'argent et la drogue.
Dans le trafic de drogue international, il est souvent le cas que plusieurs personnes ou un groupe investissent dans un conteneur. Chaque investisseur paye pour un certain nombre de kilo jusqu'à que le conteneur soit rempli. Naima Jillal aurait réglé tellement trop d'investisseurs qu'il n'y avait plus assez de place dans un conteneur. Lorsque les investisseurs apprennent la nouvelle, Naima Jillal rencontre des problèmes dans le milieu. Cependant, les enquêteurs ne donnent aucune confirmation à cette déclaration anonyme.
En octobre 2019, Naima Jillal souffre d'un anneau gastrique. Elle est opérée dans un hôpital d'Espagne avant de prendre son envol le 20 octobre 2019 pour Amsterdam-Schiphol. Lorsqu'elle s'approche de son appartement de luxe située au Gustav Mahlerlaan dans le quartier Zuidas vers 21 h 30, deux individus kidnappent Naima Jillal en la faisant monter à bord d'une Volkswagen Polo de couleur foncée. Elle n'est jamais retrouvée.

### Enlèvement de Naima Jillal
Naima Jillal est enlevée le 20 octobre 2019 dans le quartier Zuidas à Amsterdam aux Pays-Bas,. Domiciliée à Marbella en Espagne, sa villa de luxe à Marbella est retrouvé saccagée par la Guardia Civil. Les autorités néerlandaises estiment que Naima Jillal serait morte assassinée et enterrée dans un endroit inconnu.

## Enquêtes
Le texte peut changer fréquemment, n’est peut-être pas à jour et peut manquer de recul. 
Le titre et la description de l'acte concerné reposent sur la qualification juridique retenue lors de la rédaction de l'article et peuvent évoluer en même temps que celle-ci.
En novembre 2019, la police néerlandaise affiche sur les réseaux sociaux les photos de plusieurs criminels, présents à quelques rues du lieu de l'enlèvement en octobre 2019, afin de les tracer via des témoins. Un jour plus tard, les criminels se présentent au poste de police et seraient membres d'un autre groupe n'ayant aucun rapport avec celui de Naima Jillal. Selon la justice néerlandaise, deux groupes différents cherchaient à enlever Naima Jillal.
Le 9 juin 2020, Naima Jillal est déclarée morte par les autorités néerlandaises à la suite de nombreuses photos qui ont pu circuler dans le milieu criminel. Des photos de Naima Jillal démembrée ont pu apparaître dans un groupe de discussion Telegram. Cependant, la justice néerlandaise reste sceptique sur la véracité des photos.
Le 23 février 2021, la police néerlandaise lance l'avis de recherche dans l'émission Opsporing Verzocht d'un homme surnommé ‘Bolle Jos’ dans l'affaire de la disparition de Naima Jillal.
Le 15 mars 2021, la police belge découvre au port d'Anvers un sac à main et des vêtements qui appartiendrait à Naima Jillal,. Des fouilles y ont été menées, à l’aide de chiens renifleurs et radars,. Le sol d'un entrepôt du Port d'Anvers a aussi été creusé.
Le 24 avril 2021, un policier néerlandais du nom de Joop M. se suicide. Quelques semaines plus tard, des enquêtes révèlent que le policier aurait été aperçu avec Piet Costa et Naima Jillal quelques années auparavant lors d'un transport de cocaïne.
En mai 2021, la police néerlandaise découvre des messages reçus dans le portable de William de Groot, directeur d'une entreprise fruitière située à Betuwse Hedel. La police estime que Naima Jillal faisait entrer des tonnes de cocaïne dans l'intérieur de l'entreprise après le message intercepté, reçu le 11 février 2021 : "Cher William, si nous recevons pas notre argent avant la fin de ce mois-ci, nous te rendront tes comptes avec 10 corps. Ton amie marocaine ne peut malheureusement plus t'expliquer à quel point nous sommes sérieux." La menace de mort à l'encontre de William de Groot a été ajouté dans le procès 26Rockaway qui consiste à rassembler tous les éléments contre le criminel Piet Costa. Le 9 mai 2021, deux hommes masqués munis d'armes de guerre tirent en raffale dans une maison située au Katarijnehof à Kerkdriel. La maison appartiendrait à une travailleuse de l'entreprise fruitière.
Le 26 avril 2022, la presse néerlandaise révèle la découverte de photos montrant Naïma Jillal nue, attachée sur une chaise et démembrée sur le portable BlackBerry de Ridouan Taghi, arrêté à Dubaï en décembre 2019,,,,,.

### Ouvrages
Cette bibliographie est indicative.
Cette bibliographie est indicative.  : document utilisé comme source pour la rédaction de cet article.
- (nl) Wouter Laumans et Marijn Schrijver, Mocro Maffia, Lebowskipublishers, 2015 (ISBN 9789048828036)
- (nl) Wouter Laumans et Marijn Schrijver, Wraak, Amsterdam, Lebowski, 2019, 224 p. (ISBN 9789048836215)

### Documentaires et reportages
- [vidéo] Amsterdam: Update vermissingszaak Naima Jillal, Opsporing Verzocht, 2021